# Дарфурский конфликт
Дарфурский конфликт — межэтнический конфликт в суданском регионе Дарфур, с 25 февраля 2003 года по 31 августа 2020 года — вооружённое противостояние между центральным правительством, неформальными проправительственными арабскими вооружёнными отрядами «Джанджавид» и повстанческими группировками местного чёрного населения.

## Предпосылки
Регион Дарфур населяют представители различных народностей, которые в принципе можно объединить в две группы — чернокожие африканцы и арабские племена, населяющие регион примерно с XIII века. И те, и другие исповедуют ислам, однако отношения между двумя этническими группами на протяжении многих веков отличались напряжённостью и приводили к регулярным вооружённым столкновениям. Вплоть до XX века Дарфур представлял собой центр работорговли, причём чернокожие и арабские работорговцы соперничали друг с другом при осуществлении набегов на соседний Бахр-эль-Газаль для захвата рабов и последующей перепродажи в прибрежные районы Африки. Этнические группы конфликтовали между собой и в отношении ограниченных земельных и водных ресурсов. В конце XX века пустыня стала поглощать ранее пригодные к обитанию земли, заселённые арабами-кочевниками, и те стали мигрировать на юг, что привело к обострению межэтнических отношений.
Поводом к современному конфликту стало соглашение между суданскими властями и повстанцами Юга о разделе доходов от добычи нефти. Чернокожее население Дарфура считает, что в соглашении не были учтены их экономические интересы.

## Конфликт
В 2003 году против правительства Судана выступили две военизированные группировки: «Фронт освобождения Дарфура», позднее переименованный в Суданское освободительное движение (SLM/СОД), и «Движение за справедливость и равенство» (JEM). СОД состояло в основном из народностей фор, загава и масалитов и её боевые формирования действовали в основном в районе границы с Чадом. Движение за справедливость и равенство в свою очередь состояло в основном из числа бывших сторонников исламистского лидера Хасана ат-Тураби.
25 февраля отряды СОД захватили окружной центр Голо вблизи границы с Чадом, а 4 марта её отряды попытались захватить Эль-Фашер, но были отброшены правительственными войсками. 6 сентября правительство и СОД при посредничестве Чада подписали соглашение о прекращении огня, договорившись начать полномасштабные переговоры по урегулированию конфликта. Однако вскоре руководство СОД обвинило правительство в срыве соглашения. Власти перебросили в Дарфур крупные военные подкрепления, широко применяя против повстанцев военную авиацию. Власти Судана задействовали ополчение из местных арабоязычных кочевников «Джанджавид» («дьяволы на конях»), которые регулярно совершали нападения на чернокожих жителей, сжигая при этом целые деревни и совершая другие виды насилия. Боевики Джанджавид изгоняли чёрные племена для захвата сельскохозяйственных земель, но после открытия месторождений нефти в южном Дарфуре в 2005 году главной их целью стало создание «этнически зачищенных» зон вокруг нефтяных месторождений.
Вооружённый конфликт в Дарфуре вызвал массовый поток беженцев. По данным Верховного комиссара ООН по делам беженцев, только в декабре 2003 года в соседний Чад бежали до 30 тыс. человек, а к середине февраля 2004 года в соседнюю страну бежало от 110 до 135 тыс. человек.
В ходе боевых действий арабские деревни оставались нетронутыми, тогда как деревни, населённые чернокожими суданцами, сжигались дотла.
В феврале 2004 года правительство после захвата города Тине на границе с Чадом объявило о своей победе над восставшими, однако повстанцы утверждают, что они сохраняют контроль над сельскими районами.
Обе стороны в конфликте обвиняли друг друга в серьёзных нарушениях прав человека, включая массовые убийства, изнасилования и грабежи мирных жителей. Чаша весов уже вскоре склонилась в пользу лучше вооружённых отрядов «Джанджавид». К весне 2004 года несколько тысяч человек — в основном чернокожих — были убиты, и примерно миллиону пришлось покинуть свои дома, что вызвало серьёзнейший гуманитарный кризис. Кризис принял международные масштабы, когда более ста тысяч беженцев, преследуемые отрядами «Джанджавид», хлынули в соседний Чад, что привело к столкновениям между «Джанджавид» и чадскими пограничниками.

### События 2004 года

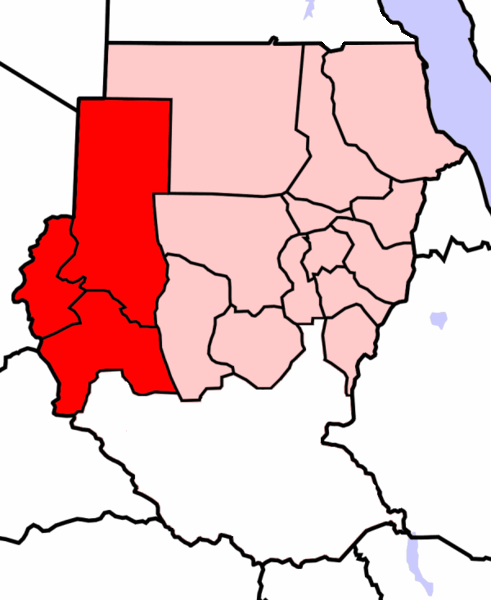
Дарфур (3 области) на карте Судана

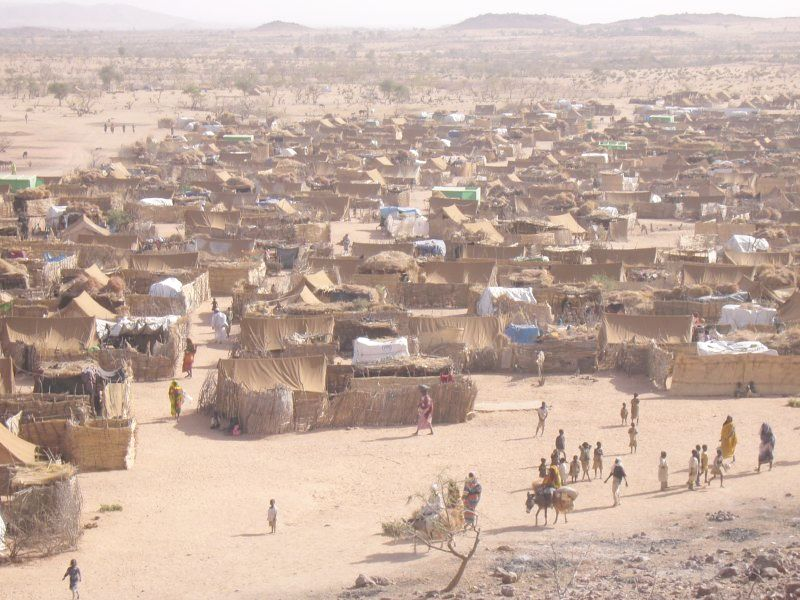
Лагерь дарфурских беженцев в Чаде

Ещё в 2004 году генеральный секретарь ООН (в то время Кофи Аннан) предупредил мировую общественность о реальной опасности геноцида в Дарфуре. Наблюдатели[кто?] сравнивали действия «Джанджавид» с резнёй в Руанде, а применяемые ими методы — с этническими чистками в Югославии. В то же время удалённость зоны конфликта крайне затрудняла возможность доставки гуманитарной помощи сотням тысяч пострадавших.
В начале июля 2004 года регион посетили Кофи Аннан и госсекретарь США Колин Пауэлл. Африканский союз и Европейский союз направили представителей для наблюдения за прекращением огня, соглашение о котором было подписано в апреле 2004.
30 июля 2004 года Совет Безопасности ООН принял резолюцию по кризису в Дарфуре, обязывавшую правительство Судана в течение 30 дней разоружить отряды «Джанджавид».
Лига арабских государств (ЛАГ) потребовала предоставить Судану более длительный срок и предупредила, что Судан не должен превратиться в ещё один Ирак. ЛАГ категорически отвергала любое вмешательство в зону военного конфликта.
23 августа 2004 года в столице Нигерии Абудже начались многосторонние переговоры по урегулированию дарфурского кризиса с участием представителей дарфурских повстанческих группировок («Суданская освободительная армия» и движение «Справедливость и равенство»), суданского правительства и действующего председателя Африканского союза президента Нигерии Олусегуна Обасанджо.
Встреча проходила под эгидой Африканского союза при участии Лиги арабских государств, а также Эритреи, Ливии, Уганды, Чада и Мали. Переговоры результатов не дали.
25 августа 2004 Еврокомиссия объявила о выделении Судану гуманитарной помощи на сумму €20 млн для преодоления кризиса в Дарфуре. Около €15 млн предоставлено на покупку продовольствия и медикаментов беженцам, остальные €5 млн выделялись миротворческим организациям, действующим на территории Дарфура. С января по август 2004 Еврокомиссия выделила Судану €104 млн гуманитарной помощи.
18 сентября 2004 Совет Безопасности ООН принял резолюцию о событиях в Судане, которая потребовала от властей страны оказать давление на боевиков, убивающих мирное население в Дарфуре. СБ ООН потребовал от Судана более активно сотрудничать с Африканским союзом в урегулировании конфликта. В Дарфуре к этому времени находилось 80 инспекторов и 300 военнослужащих из различных африканских стран (в основном из Нигерии). ООН потребовала от Судана значительного увеличения контингента Афросоюза в Дарфуре.
Обозреватели отмечали неслучайность того, что резолюция увязывала проблему геноцида в Дарфуре с нефтью. Сам кризис разгорелся буквально сразу после того, как в этой части страны были обнаружены колоссальные запасы нефти. Её разработкой занимаются французские и китайские нефтяные компании, поэтому Франция и Китай поддерживают в ООН суданские власти, а США их не поддерживают.
Суданское правительство объявило обсуждение кризиса в ООН вмешательством в свои внутренние дела и «попыткой США развязать агрессию против Судана».
18 октября 2004 в Триполи (Ливия) состоялся саммит с участием делегаций Ливии, Судана, Чада, Египта и Нигерии, а также представителей двух повстанческих группировок Дарфура, где была предпринята попытка урегулировать кризис силами африканцев и избежать применения к Судану международных санкций.
Судан предложил «провести децентрализацию власти» в провинции, создав органы местного самоуправления. Судан также объявил о согласии значительно увеличить военный контингент Африканского союза в Дарфуре — с 465 человек до 4,5 тыс. Однако, как заявил позднее председатель Африканского союза Олусегун Обасанджо, количество войск будет увеличено лишь до 3,3 тыс. человек и не ранее начала ноября 2004 года. Для содержания военного контингента в Дарфуре ЕС выделил $220 млн
На саммите в Ливии участники договорились, что проблему Дарфура нужно решать без вмешательства международного сообщества.
5 мая 2006 года в Абудже (Нигерия) между правительством Судана и Суданским освободительным движением (СОД) было подписано мирное соглашение.

### События 2007 года
- Вечером 29 сентября 2007 года более чем 1000 вооружённых боевиков Суданской освободительной армии напали на военную базу африканских миротворцев Хасканита и, после многочасового боя, захватив находившееся на базе оружие, они сожгли её дотла[23]. В результате этого нападения погибли десять миротворцев, семь из которых были из Нигерии. Движение за равенство и справедливость, в свою очередь, обвинили в инциденте непосредственно правительственные войска[24]. Вслед за этим суданская армия взяла город Хасканита, после чего он был полностью сожжён[25].
- В июле 2007 в Совет Безопасности ООН поступил разработанный Францией, Великобританией и Ганой проект резолюции о создании 26-тысячного контингента войск ООН для отправки в Дарфур. Контингент предлагалось сформировать ООН и Африканским союзом (АС).(см. ЮНАМИД)
- В стране уже находится 7-тысячный корпус военнослужащих Объединённой африканской миссии в Судане. Желание принять участие в миротворческой операции высказали КНР и Россия.
- Бой при Эль-Генейне — повстанцы из JEM разгромили колонну суданской армии[26].

Количество жертв конфликта оценивается уже примерно в 400 тыс. человек. Ещё 2 млн остались без крова. Международный Комитет Красного Креста, одна из немногих гуманитарных организаций, работающих за пределами городских поселений и лагерей для перемещённых лиц, оказывает помощь более чем полумиллиону жителей сельских районов и представителям кочевых сообществ. Операция МККК в этой стране остается второй по масштабам гуманитарной операцией МККК в мире.
1 марта 2012 года Международный уголовный суд выдал ордер на арест министра обороны Судана М. Хусейна по обвинению в совершении военных преступлений и преступлений против человечности в Дарфуре в 2003—2004 годах.

## Роль иностранных сил

### Китай и Россия
Согласно ежегоднику СИПРИ, с 2001 по 2007 год основным сторонником суданского правительства являлись Россия и Китай. Так, в 2004 году на долю России пришлось 99 % от общего числа военных закупок Судана — 297 миллионов долларов. Согласно тем же данным, Россией было поставлено Судану в 2006 году 41 %, а в 2007 году 96 % оружия и боеприпасов, на общую сумму в 54 миллиона долларов. Однако Китай и Россия эти обвинения в нарушении эмбарго ООН на продажу оружия участникам Дарфурского конфликта отвергли. Представитель Судана в ООН также назвал эти обвинения необоснованными.

### Беларусь
Белоруссия, имея некоторую политическую близость с президентом Баширом и сменившей его власти, неоднократно продавала Вооружённым силам Судана оружие и военную технику, несмотря на международные санкции. Поставки начались ещё в 1990-е. За это время правительственная армия приобрела множество десятков танков, бронетранспортёров, артиллерийских установок, самолётов и вертолётов, которые неоднократно появлялись в зоне боевых действий, что вызывало недовольство у ООН и США. По данным СИПРИ, в период с 2013 по 2015 год белорусские военные поставки в Судан составили 113 млн долларов.
В июне 2006 года с Белоруссией был подписан договор о военном сотрудничестве, обмене опытом и достижениями в военной области. На основании документа, белорусские инструкторы предоставили свои услуги в обучении суданских военнослужащих, обе стороны поделилились друг с другом опытом, а учёные двух стран совместно разработали проекты в области военной науки. В августе 2013 года, во время переправки купленных правительственной армией штурмовиков Су-24 из Белоруссии на авиабазу Вади Сайидна возле города Омдурман, сообщалось об присутствии здесь белорусского персонала и экипажей.

### Помощь боевикам
Дарфурских повстанцев поддержали страны, которые имеют с Суданом территориальные, идеологические, политические и религиозные противоречия. Так, соседний Чад, предоставлявший территорию ополченцам для укрывания от правительственной армии, во время своей гражданской войны, подвергся суданской интервенции, целью чего было помочь местной оппозиции и перекрыть канал обеспечения повстанцев. В конце концов в конфликт вмешалась Франция, желавшая не допустить падение чадского режима попутно, поддержав дарфурцев. Свою помощь боевикам оказали также Уганда, Южный Судан, Эритрея и Ливия (при Муаммаре Каддафи). В последнем случае повстанцы даже приняли участие в ливийском конфликте, сражаясь за дружественное себе правительство.

## Миротворческий контингент
Миротворческий контингент ООН-АС размещался в пяти секторах: Запад, Юг, Север, Восток, Центр.
- Север — 2 Руандийских, 1 Сенегальский , Пакистанский и Эфиопский батальоны.
- Запад- Индонезийский и Буркинийский батальоны.
- Юг- Нигерийский, Эфиопский, Египетский и Танзанийский батальоны.
- Восток- Пакистанский батальон.

Кроме того в составе контингента были представители ЮАР, Алжира и Непала, Китая, Гамбии, Кении и Монголии, Германии, Йемена, Киргизии и других стран. Всего 20 тысяч человек.